# Turzyn-Kolonia
Turzyn-Kolonia- kolonia wsi Turzyn w Polsce położona w województwie mazowieckim, w powiecie wyszkowskim, w gminie Brańszczyk.
Wierni kościoła rzymskokatolickiego należą do parafii św. Jana Chrzciciela w Brańszczyku.

## Położenie
Kolonia składa się z jednej ulicy od numeru 183 do numeru 191B. Od zachodu kolonii przebiega Via Baltica. Od północy kolonia graniczy z Puszczą Białą.

## Podział administracyjny

Herb gminy Brańszczyk do której należy Turzyn-Kolonia

W latach 1921–1931 leżała w województwie białostockim, w powiecie ostrołęckim, w gminie Brańszczyk.
W okresie II wojny światowej kolonia należała do dystryktu warszawskiego Generalnego Gubernatorstwa. Od 1944 do 1975 Turzyn-Kolonia należała do województwa warszawskiego, a od 1975 do 1998 do województwa ostrołęckiego.
Obecnie jest częścią sołectwa Turzyn w gminie Brańszczyk, w powiecie wyszkowskim w województwie mazowieckim.